# Diocèse de Gérone
Le diocèse de Gérone (en latin : Diœcesis Gerundensis ; en espagnol : Diócesis de Gerona ; en catalan : Bisbat de Girona) est un diocèse de l'Église catholique en Espagne suffragant de l'archidiocèse de Tarragone. Depuis 2024, l'évêque est Octavi Vilà Mayo (es).

## Territoire

Carte des diocèses d'Espagne avec le diocèse de Gérone en rouge

Le diocèse se situe dans une grande partie de la province de Gérone avec les comarques de Gironès, Alt Empordà, Baix Empordà, Garrotxa, Pla de l'Estany, Selva et la partie nord de la comarque de Maresme dans la province de Barcelone. Il est suffragant de l'archidiocèse de Tarragone avec l'évêché à Gérone où se trouve la cathédrale Sainte-Marie, son territoire couvre une superficie de 4 705 km2 avec 395 paroisses regroupées en 13 archidiaconés : Alt Empordà Interior, Alt Empordà Marina, Alt Fluvià, Àngels-Llémena, Banyoles, Costa Brava Centre, Farners-Montseny, Gérone-Salt, Maresme, Montgrí-La Bisbal, Selva, Ter-Brugent, Tordera.

### Carte
- Nicolas Sanson d'Abbeville, Principauté de Catalogne, divisée en neuf Diocèses et en dix-sept Vegueries, etc. Mais le Comté de Roussillon, où est l'Evesché d'Elne transferé a Perpignan où sont les Veguerie de Perpignan, Souveguerie de Valspir, Veguerie de Villefranque en Conflans, Souveguerie de Capsir encor le Val de Carol, la Torre de Cerdañe, etc dans le Comté de Cerdagne, sont à présent réunis à la France, 1660 (voir)